# Krokslättskyrkan
Krokslättskyrkan är en kyrkobyggnad i den norra delen av Mölndals kommun. Den tillhör Fässbergs församling i Göteborgs stift.

## Kyrkobyggnaden
Kyrkan uppfördes 1955 efter ritningar av arkitekt Walter Holmén och var från början ett församlingshem. Kyrkan har en stomme av tegel och består av ett långhus utan särskilt markerat kor. Byggnaden har ett sadeltak belagt med enkupigt tegel och ytterväggar av rött tegel.
Strax norr om kyrkan står en klockstapel från 1958.

## Inventarier
- En dopfunt som står på en snidad träfot
- Ett enkelt altare i rödmålat trä
- En altaruppsats bestående av ett enkelt träkrucifix, vilket flankeras av två vävda mattor med havsmotiv.

### Orgel
Den mekaniska orgeln är byggd på 1950-talet av A. Magnusson Orgelbyggeri AB och har fyra stämmor.